# Tritonia manicata
Tritonia manicata é uma espécie de molusco pertencente à família Tritoniidae.
A autoridade científica da espécie é Deshayes, tendo sido descrita no ano de 1853.
Trata-se de uma espécie presente no território português, incluindo a zona económica exclusiva.
Essa espécie possui um corpo branco translúcido, com grandes manchas de marrom escuro, verde ou preto espalhadas sobre o dorso. Marcações parecidas com essa cor são encontradas ao lados do corpo, abaixo do erecto e das brânquias, possui ramificação dispostas ao longo da borda do dorso. O véu bucal tem cerca de 3 ou 4 tentáculos ramificados em cada lado da linha média. é uma pequena espécie, que tem de 15 milímetros de comprimento.